# Turnpike Troubadours
Turnpike Troubadours is een Amerikaanse countryband uit Tahlequah, Oklahoma, opgericht in 2005.
Zij begonnen in 2007 met hun eigen label, Bossier City Records. Met het uitbrengen van A Cat in the Rain in 2023 zijn er zes studioalbums gemaakt.

## Bezetting

### Huidige leden
- R.C. Edwards - basgitaar & achtergrondzang
- Kyle Nix - viool & achtergrondzang
- Ryan Engleman - gitaar
- Evan Felker - gitaar & zang
- Gabriel Pearson - drums
- Hank Early - accordeon & steelgitaar

### Voormalige leden
- John Fullbright - gitaar & zang
- Casey Sliger - -
- Chad Masters - -
- Giovanni Carnuccio III - drums
- Luke Savage - -

## Discografie

### Albums
Tussen haakjes totaal aantal weken in de lijst
| Titel                      | Jaar       | Charts           | Charts          | VS Billboard Charts | VS Billboard Charts | Opmerkingen |
| Titel                      | Jaar       | NL Album Top 100 | VL Ultratop 200 | Billboard 200       | Top Country Albums  | Opmerkingen |
| -------------------------- | ---------- | ---------------- | --------------- | ------------------- | ------------------- | ----------- |
| Bossier City               | 11-12-2007 | -                | -               | -                   | -                   | -           |
| Diamonds & Gasoline        | 31-08-2010 | -                | -               | -                   | -                   | -           |
| Goodbye Normal Street      | 08-05-2012 | -                | -               | 57 (1wk)            | 14                  | -           |
| The Turnpike Troubadours   | 18-09-2015 | -                | -               | 17 (1wk)            | 3                   | -           |
| A Long Way from Your Heart | 20-10-2017 | -                | -               | 20 (1wk)            | 3                   | -           |
| A Cat in the Rain          | 25-08-2023 | -                | -               | -                   | -                   | -           |